# Huvadhuatollen
Huvadhuatollen, även benämnd Suvadivaatollen, är en atoll i Maldiverna. Den ligger i den södra delen av landet, mellan 360 och 450 km söder om huvudstaden Malé.
Den består av 255 öar, varav 18 är bebodda , och är den örikaste atollen i världen. 
Den är indelad i två administrativa atoller, Norra Huvadhuatollen, Gaafu Alif atoll, och Södra Huvadhuatollen, Gaafu Dhaalu atoll. 